# L'albero delle fiabe
L'albero delle fiabe è una raccolta di fiabe di Antonio Beltramelli, con illustrazioni di Umberto Brunelleschi. La prima edizione è del 1909, per i tipi dell'Editore Bemporad.

## Fiabe
La raccolta comprende le seguenti fiabe:
- Primavera
- La leggenda del cardellino
- La leggenda di Pir-Banchèt
- La donna di legno
- La fiaba dell´oca
- Bell´Inglènd
- Come Albinello da povero servitore fu fatto re
- L´anima dei rondoni
- Grisa, Ciuffalda e Losca
- Alòdla
- La vendetta di Cincinpòtola
- Le figlie del tempo
- L´albero del Paradiso
- Solicello
- La morte di bell´Inglènd

## Edizioni
- Antonio Beltramelli, L'albero delle fiabe, illustrazioni di Umberto Brunelleschi, Firenze, Bemporad, 1909, SBN USM1406184.